# Arima Beltza
Arima Beltza fue un grupo de rock y blues español creado en Elgóibar, Guipúzcoa (País Vasco). La banda nacida en 1997 se disolvió en las navidades del 2007 después de publicar tres álbumes de estudio.

## Miembros
- Jon Gurrutxaga (Cantante y Batería)
- Aitor Badiola (Guitarra solista)
- Iñigo Araujo (Bajo)
- Lander Trinidad (Guitarra)
- Joseba Alonso (Armónica)
- Patxi Zabaleta (Guitarra)
- Elur Arrieta (Batería de directo)

## Historia

### Primeros pasos
Los miembros de la primera formación fueron el guitarrista y vocalista Aitor Badiola y el batería y cantante solista Jon Gurrutxaga. Los de Elgóibar (Guipúzcoa) llevaron a cabo sus primeros ensayos en el año 95. Su pasión era el blues&rock. Sin embargo, en aquella época no disponían de suficiente material, ni de un local de ensayo. Por ello, solían andar de un lado para otro con un viejo amplificador y una caja sorda. 
Al cabo de dos años la pareja se trasladó a una vieja fundición cedida por el Ayuntamiento donde las condiciones dejaban mucho que desear. Era septiembre del 97. Como bajista entró en la banda Igor Txurruka, un viejo amigo de Gurru. También se les unió un nuevo guitarrista, Lander Trinidad. Txurru no duró mucho en la banda, ya que sus tendencias musicales eran muy diferentes. Sin embargo, como buen amigo se quedó en el grupo hasta dar con el nuevo bajista. El puesto fue a caer en manos de Iñigo Araujo, un conocido de la banda. Esta es la formación con la que el grupo Arima Beltza dio el pistoletazo de salida, puesto que dicho cuarteto fue el creador del nombre de la banda.
Después de casi un año de ensayos, en agosto del 98 Arima Beltza se estrenó en directo en el Gaztetxe de Placencia de las Armas (Guipúzcoa). El repertorio se nutrió de versiones de viejos bluesmen y algunos temas propios. Desde entonces han actuado en numerosas localidades de todo el País Vasco, tanto en locales como en escenarios al aire libre. En su segundo concierto, en el pueblo natal, Elgoibar, Arima Beltza contó con la colaboración de Joseba Alonso a la armónica. El veterano armonicista pronto pasó de ser colaborador a formar parte de la banda.

### Primer trabajo
En septiembre del año 2000 la banda guipuzcoana publicó su primer trabajo. Un disco homónimo de seis canciones grabado en el estudio Tiobibo del barrio Urrestilla de Azpeitia (Guipúzcoa). El discó lo publicó Gaztelupeko Hotsak, una discográfica pionera en dar a conocer grupos de blues en Euskal Herria. Ñaco Goñi & Los Bluescavidas y Tonki de la Peña son algunos de los artistas publicados por el sello de Soraluze (Guipúzcoa). “Arima Beltza” lo completaban cuatro canciones cantadas por Gurru y dos temas instrumentales que abrían y cerraban el disco. Uno de esos instrumentales, “Rory”, es un tema dedicado al gran guitarrista y cantante irlandés Rory Gallagher. En el 2001 fueron invitados a la gala de los Premios de la Música que organiza la SGAE, ya que fueron nominados a la mejor canción en euskara del año 2000 con el tema “Arima Beltza”. El premio se lo llevó el acordeonista Joseba Tapia. Con ese primer trabajo Arima Beltza actuó con grupos de la talla de Larry McCray, Tonky Blues Band o Los Reyes del K.O. En directo interpretaban tanto temas propios como versiones de Cream, Led Zeppelin, Rory Gallagher o Thin Lizzy. El sexteto elgoibartarra tenía alma negra y su pasión era el blues&rock.

### Del blues al rock
El 17 de octubre del año 2002 el quinteto de Elgoibar publicó su segundo álbum: “Blues sustraia” (Raíces de blues). Los de Elgoibar escogieron el estudio El Cantón de la Soledad de Vitoria. Y fue Juanan Ros quien hizo las labores de técnico. En la grabación, como hasta entonces, Jon Gurrutxaga se encargó de la voz y de la batería. Sin embargo, Gurru propuso a la banda fichar a un nuevo batería para dar mayor espectacularidad al directo. Así, Elur Arrieta, amigo y viejo conocido de Gurru fue quien se encargó de marcar el ritmo en los directos del grupo. Con este nuevo trabajo Arima Beltza tuvo la oportunidad de participar en el festival más importante de blues de Euskal Herria, el Festival Internacional de Blues de Guecho. Era el primer año que por motivos de obra el festival se transladaba de la plaza de Romo al viejo puerto de Algorta, por lo que la asistencia del público era una incógnita, ya que el evento pasaba de celebrarse en el centro a ocupar un lugar muchísimo más lejano del casco urbano. Sin embargo, la respuesta del público fue buenísima. Aquella noche Arima Beltza abrió el Festival Internacional de Blues de Guecho del 2003 como telonero de Raimundo Amador & Ñaco Goñi y Los Bluescavidas delante de 6000 personas. 

### Tercer y último trabajo
En mayo de 2005, a finales del proceso composición del nuevo disco, Lander Trinidad decide dejar la banda. En su lugar entra en el grupo un viejo amigo de los componentes de Arima Beltza: Patxi Zabaleta. Aun siendo un guitarrista que había participado sobre todo en proyectos heavys (Mutilated Soul, Steel Dragon…) Zabaleta era un músico versátil que en cualquier momento se animaba a tocar y cantar temas Creedence Clearwater Revival, Beatles o Rolling Stones. Con nuevo componente, la banda de Elgoibar grabó su último álbum “Mundurako ateak” (Puertas hacia el mundo) en agosto de 2005 en los estudios Lamiña de Munguía (Vizcaya) con N como técnico y productor. Después de girar un año con el nuevo disco Arima Beltza decidió separarse en Navidades de 2006.

## Discografía
- Arima Beltza, Gaztelupeko Hotsak (2000)
- Blues Sustraía, Gaztelupeko Hotsak (2002)
- Mundurako Ateak, Gaztelupeko Hotsak (2005)

- Datos: Q8204358